# Ротар (село)
Рота́р (рос. Ротарь; рум. Rotari) — село в Кам'янському районі в Молдові (Придністров'ї). Центр Ротарської сільської ради. Населення становить 850 осіб.
Розташоване поблизу кордону з Україною, де проходить межа Вінницької та Одеської областей. Діє місцевий пункт пропуску Ротар—Студена.
Згідно з переписом населення 2004 року у селі проживало 14,7% українців.